# Rafael Haller
Rafael Germán Haller Piloni (Montevideo, 17 agosto 2000) è un calciatore uruguaiano, difensore del Cerro in prestito dal Nacional.

## Caratteristiche tecniche
È un terzino destro.

## Carriera
Haller è cresciuto nel settore giovanile del Danubio, con cui ha debuttato in pima squadra il 2 giugno 2021 nell'incontro di Segunda División Profesional de Uruguay pareggiato 0-0 contro il Central Español. Ha segnato il suo primo gol il 29 luglio seguente, contro il Rocha.
Nel 2024 è passato a titolo definitivo al Nacional.

## Statistiche

### Presenze e reti nei club
Statistiche aggiornate al 29 aprile 2024.
| Stagione        | Squadra         | Campionato      | Campionato | Campionato | Coppe nazionali | Coppe nazionali | Coppe nazionali | Coppe continentali | Coppe continentali | Coppe continentali | Altre coppe | Altre coppe | Altre coppe | Totale | Totale | Totale |
| Stagione        | Squadra         | Comp            | Pres       | Reti       | Comp            | Pres            | Reti            | Comp               | Pres               | Reti               | Comp        | Pres        | Reti        | Pres   | Reti   |        |
| --------------- | --------------- | --------------- | ---------- | ---------- | --------------- | --------------- | --------------- | ------------------ | ------------------ | ------------------ | ----------- | ----------- | ----------- | ------ | ------ | ------ |
| 2021            | Danubio         | SD              | 22         | 1          |                 | -               | -               |                    | -                  | -                  |             | -           | -           | 22     | 1      |        |
| 2022            | Danubio         | PD              | 24         | 1          | CU              | 1               | 0               |                    | -                  | -                  |             | -           | -           | 25     | 1      |        |
| 2023            | Danubio         | PD              | 22         | 0          | CU              | 1               | 0               | CS                 | 7                  | 1                  |             | -           | -           | 29     | 1      |        |
| 2024            | Nacional        | PD              | 3          | 0          | CU              | 0               | 0               | CL                 | 1                  | 0                  |             | -           | -           | 4      | 0      |        |
| Totale carriera | Totale carriera | Totale carriera | 71         | 2          |                 | 1               | 0               |                    | 7                  | 1                  |             | -           | -           | 79     | 3      |        |